# Paraninfo Universitario (Cuzco)

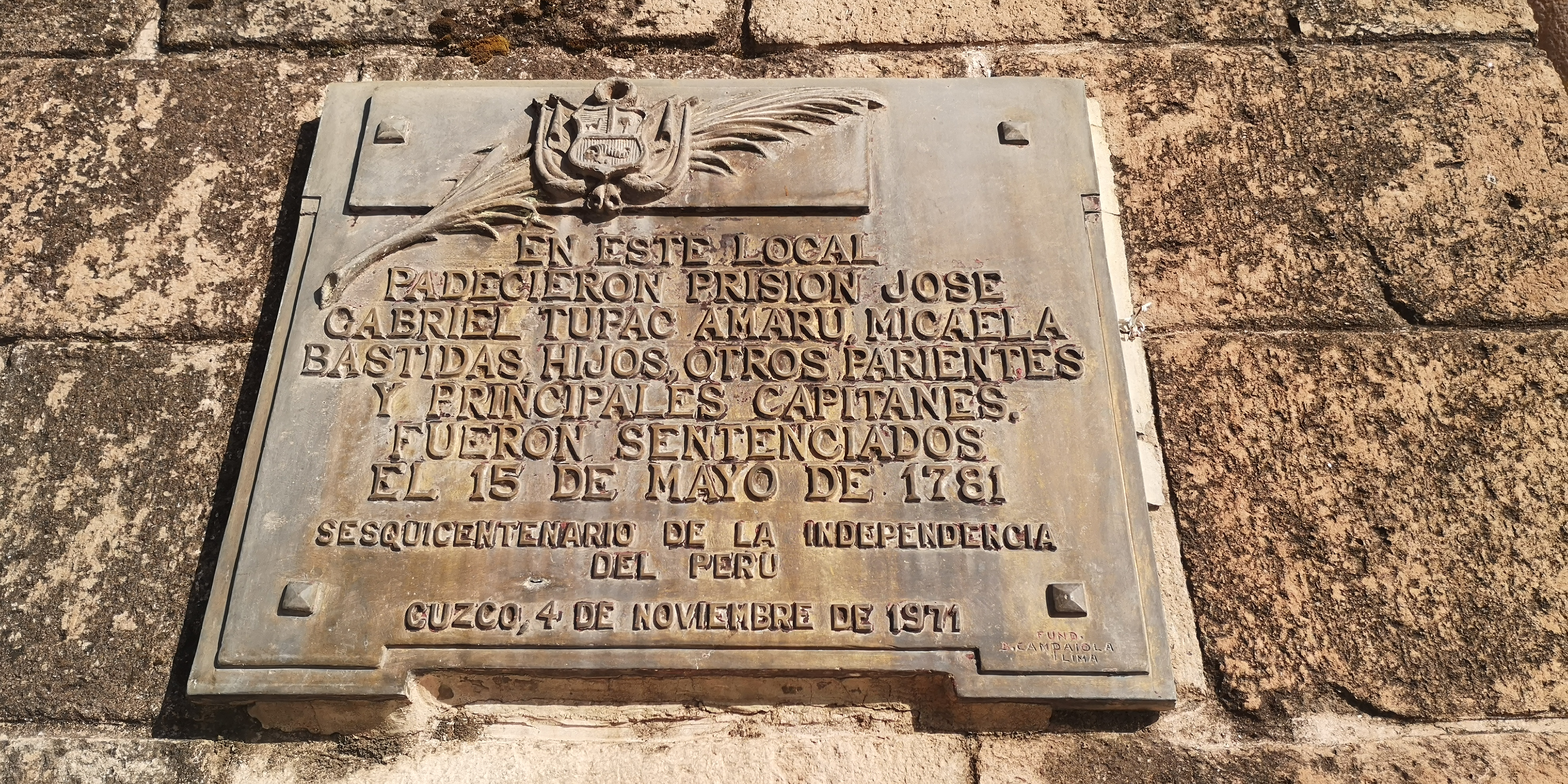
Placa ubicada en el frontis del edificio que rememora la ejecución de Túpac Amaru II

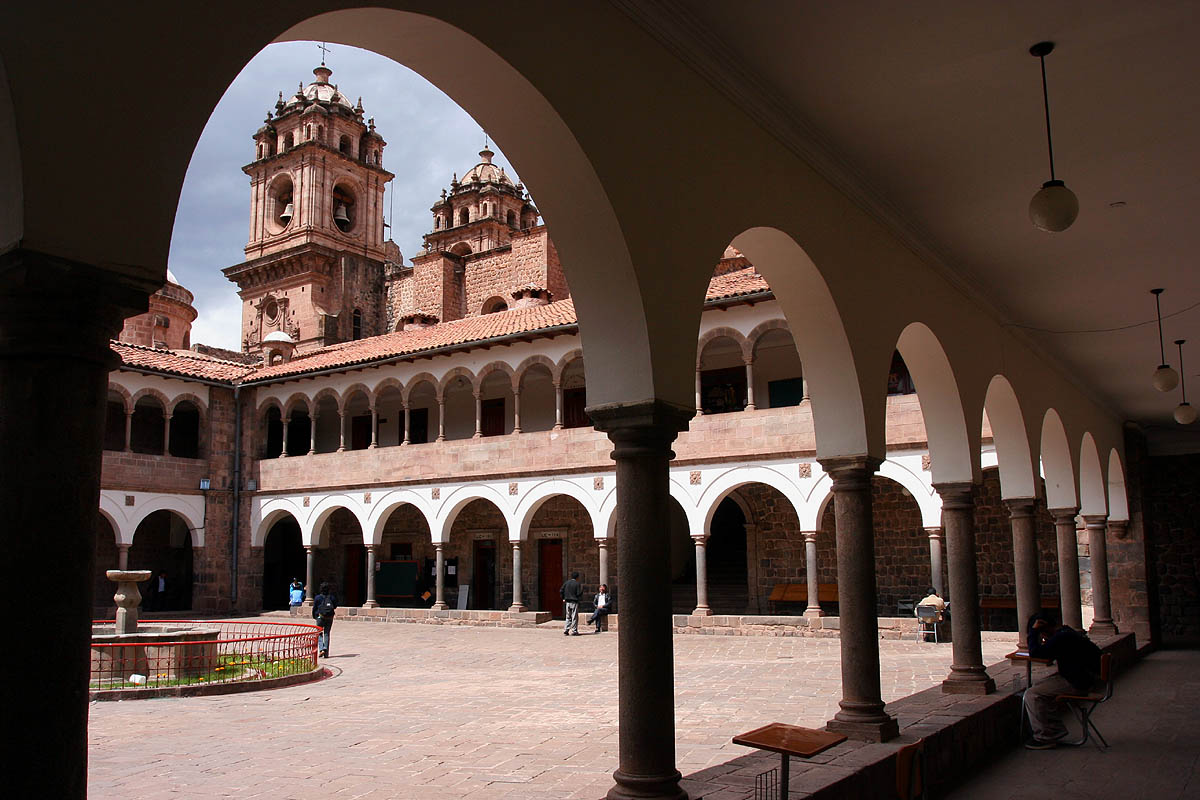
Vista del claustro interior del edificio

El Paraninfo Universitario es un edificio colonial ubicado en la Plaza de Armas de la ciudad del Cusco, Perú. Actualmente aloja un paraninfo así como aulas de la facultad de derecho y ciencias políticas y oficinas administrativas de la Universidad Nacional de San Antonio Abad del Cusco (UNSAAC). Desde el siglo XVII ha sido local de las universidades cusqueñas y una parte de ella sirvió, en 1780, como prisión de Túpac Amaru II y sus familiares y seguidores antes de su ejecución pública en la misma Plaza de Armas.
Desde 1972 el inmueble forma parte de la Zona Monumental del Cusco declarada como Monumento Histórico del Perú. Asimismo, en 1983 al ser parte del casco histórico de la ciudad, forma parte de la zona central declarada por la UNESCO como Patrimonio Cultural de la Humanidad.

## Historia
El solar donde se levanta perteneció al Amaru Cancha que fue mandado a construir por el inca Huayna Capac y fue residencia de su panaca. Con la llegada de los conquistadores españoles, dicho solar fue repartido entre varios de ellos, tocándole la parte que colindaba con la Huacaypata (actual Plaza de Armas y que sería lo que corresponde al actual edificio) a Hernando Pizarro. Además de a él, se dividió este gran solar entre Alonzo Mazuela, Manso Sierra de Leguisamo, Antonio Altamirano y una parte se señaló como cárcel.
En enero de 1571, la Compañía de Jesús llegó al Cusco. Muchas familias acaudaladas que simpatizaban con los jesuitas adquirieron el inmueble que había pertenecido a Hernando Pizarro y la donaron. Las principales donaciones correspondieron a Diego de Silva y su esposa Tereza Orgóñez pero también se recibieron donaciones del Virrey Toledo, canónigos y encomenderos. Los jesuitas primero construyeron una capilla en la esquina de la calle Inti K'ijllu y la plaza. Esta capilla se construyó bajo la advocación de la Virgen de Loreto. Luego se inició la construcción de la Iglesia de la Compañía, el convento correspondiente y el Colegio de la Transfiguración que sirvió como centro de estudios bajo la tutela de los jesuitas.
El Terremoto de 1650 ocasionó la destrucción de todas estas estructuras por lo que en 1651 se inició la reconstrucción que duró 17 años y que dio lugar a los actuales edificios. En esa reconstrucción se levantó, al lado sur de la iglesia la capilla de San Ignacio que fue usado por la UNSAAC.
El 9 de julio de 1621 se dio en Roma, Santa María La Mayor, la bula In Superminente Apostolicae Sedis Specular por el papa Gregorio XV que creó la Universidad jesuística del Cusco. Esta Bula fue aprobada por Real Cédula de Felipe IV de España el 2 de febrero de 1622 dándole a la universidad la categoría de "real" y el título de "San Ignacio de Loyola". La bula pasó a conocimiento del Real y Supremo Consejo de Indias y el 26 de mayo del mismo año se autorizó a los obispos de América a darle cumplimiento. A través de dicha bula se autorizó a los jesuitas otorgar grados académicos a quienes hubieran cursado cinco años en los colegios de la Compañía de Jesús en las Indias y Filipinas y que estos colegios distasen por lo menos doscientas millas de donde hubiera otra universidad. El Cabildo del Cusco tomó conocimiento de lo ordenado el 17 de octubre de 1622. 
Tan pronto como fue fundada, la universidad del Cusco encontró oposición por parte de la Universidad San Marcos de Lima logrando la suspensión de la real cédula que autorizó su funcionamiento mediante decreto del Real Consejo de Indias del 7 de septiembre de 1624. Esta decisión fue revocada tras esfuerzos realizados por los jesuitas en 1630. La universidad ocupó, en consecuencia, el local que correspondía al Colegio de la Transfiguración.
Tras la expulsión de los jesuitas en 1767, la Junta de Temporalidades de Lima en acuerdo del 27 de febrero de l772 resolvió dar por oficialmente extinguida la universidad. En 1786, durante el gobierno del Virrey Teodoro de Croix la Junta de Temporalidades decidió que el local de la cerrada universidad jesuita, así como su librería, fueran entregadas en partes iguales al Colegio de San Bernardo y al Seminario de San Antonio Abad. Un sector de la misma también fue utilizada como cuartel y cárcel y en 1780 alojó como prisión a Túpac Amaru II.
La misma función cumplió a inicios de la Revuelta de los hermanos Angulo en 1814 cuando José Angulo, Manuel Hurtado de Mendoza y José Gabriel Béjar fueron apresados en este inmueble y desde ahí se llevaron a cabo reuniones políticas que planearon la revuelta.
En el siglo XIX, durante la estadía de Simón Bolívar en el Cusco, se creó el Colegio de Ciencias y Artes que debía concentrar todos los ramos de la enseñanza trasladándose al local del Colegio de la Transfiguración. Luego de la salida de Bolívar del Perú y la guerra que él mismo impulsó contra el Perú como presidente de la Gran Colombia, el Congreso del Perú expidió una ley del 10 de julio de 1828 restituyendo la Universidad de San Antonio Abad al Seminario de San Antonio Abad con carácter de universidad pública y funcionando ya en el antiguo local de la Universidad San Ignacio. 
En 1863, el Colegio de Ciencias y Artes retornó a su actual local ubicado la Plaza San Francisco y, en 1866, la Universidad retomó la posesión del local por disposición del entonces prefecto del Cusco Manuel Celestino Torres, manteniéndolo hasta la actualidad.

## Arquitectura
El edificio fue construido en la segunda mitad del siglo XVII y tiene un estilo barroco andino. En su patio interior es un claustro amplio y cuadrado formado por abiertas arquerías que sostienen un segundo piso de arquillos. 

#### Libros y publicaciones
- Angles Vargas, Victor (1983). Historia del Cusco Colonial Tomo II Libro segundo. Lima: Industrialgrafica .S.A.
- Angles Vargas, Víctor (1988). Historia del Cusco Incaico Tomo I. Lima: Industrialgráfica S.A.
- Guibovich Pérez, Pedro (2006). «Como güelfos y gibelinos: los colegios de San Bernardo y San Antonio Abad en el Cuzco durante el siglo XVII». Revista de Indias 66 (236). Consultado el 9 de septiembre de 2019.
- Walker, Charles (2015). La rebelión de Túpac Amaru. Lima: IEP. ISBN 978-9972-51-524-8.

- Datos: Q67186614
- Multimedia: Antiguo local de la universidad del Cusco / Q67186614